# Neolasioptera rostrata
Neolasioptera rostrata är en tvåvingeart som beskrevs av Gagne 1989. Neolasioptera rostrata ingår i släktet Neolasioptera och familjen gallmyggor.
Artens utbredningsområde är Florida. Inga underarter finns listade i Catalogue of Life.